# Tribu de Neftalí

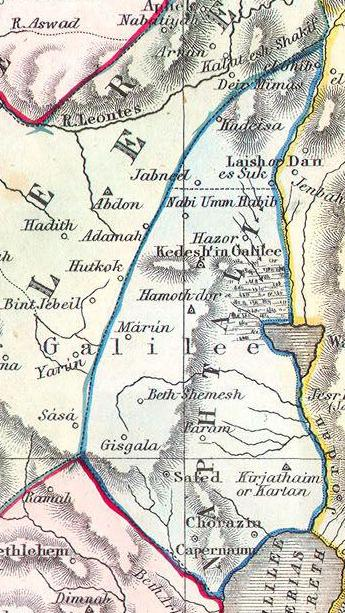
Territorio asignado a Neftalí (mapa de 1852)

La Tribu de Neftalí (Nombre hebreo נַפְתָּלִי Nap̄talī Nap̄tālī  «Mi lucha») era una de las más septentrionales de las doce tribus de Israel. Es una de las diez tribus perdidas.

## Narrativas bíblicas
En el relato bíblico, tras la conquista de Canaán por los israelitas, Josué repartió la tierra entre las doce tribus. Kenneth Kitchen, un conocido arqueólogo bíblico, fecha este acontecimiento poco después del 1200 a. C., mientras que otros estudiosos cuestionan la historicidad del Libro de Josué.
Neftalí se estableció en el lado oriental de la Galilea (al oeste del mar de Galilea), en las zonas conocidas ahora como la Baja Galilea, y la Alta Galilea, limitando al oeste con la Aser, al norte con la Dan, al sur con la Zabulón, y con el río Jordán al este. La ciudad más importante era Hazor.
Bordeando el Mar de Galilea, se encontraba la llanura altamente fértil de Genezaret, caracterizada por Josefo como la «ambición de la naturaleza, un paraíso terrenal», y con la parte sur de la región actuando como un paso natural entre las tierras altas de Canaán, varias carreteras importantes (como las de Damasco a Tiro y Acre) la atravesaban. La prosperidad que esta situación trajo está aparentemente profetizada en la Bendición de Moisés, aunque los eruditos textuales ven esto como una postdiccion, datando el poema mucho después de que la tribu se hubiera establecido en la tierra.
Desde después de la conquista de la tierra por Josué hasta la formación del primer Reino de Israel en c. 1050 a. C., la Tribu de Neftalí formaba parte de una confederación poco estructurada de tribus israelitas. No existía un gobierno central y, en tiempos de crisis, el pueblo estaba dirigido por líderes ad hoc conocidos como jueces (véase el Libro de los Jueces). Con el aumento de la amenaza de las incursiones filisteas, las tribus israelitas decidieron formar una monarquía centralizada fuerte para hacer frente al desafío, y la Tribu de Neftalí se unió al nuevo reino con Saúl como primer rey. Tras la muerte de Saúl, todas las tribus, excepto Judá, permanecieron leales a la Casa de Saúl, pero tras la muerte de Isbaal, hijo de Saúl y sucesor al trono de Israel, la Tribu de Neftalí se unió a las otras tribus israelitas del norte para proclamar rey de un Reino de Israel reunificado a David, que entonces era rey de Judá. Sin embargo, con la ascensión al trono de Roboam, nieto de David, en el año 930 a. C. aproximadamente, las tribus del norte se separaron de la Casa de David para reformar un Reino de Israel como Reino del Norte.
En el año 732 a. C. aproximadamente, Peka se alió con Rezin, rey de Aram, amenazó a Jerusalén, y Acaz, rey de Judá, pidió ayuda a Tiglat-Pileser III, rey de Asiria. Después de que Acaz pagara tributo a Tiglat-pileser, Tiglat-pileser saqueó Damasco e Israel, anexionando Aram y gran parte de Israel, «incluida toda la tierra de Neftalí». Según 2 Reyes 16:9 y 15:29, la población de Aram y la parte anexionada de Israel fue deportada a Asiria. Esta deportación también se menciona en el Libro de Tobías, que la atribuye a Nabucodonosor.ref>Tobit 1:2
El Reino de Israel continuó existiendo hasta el año 723 a. C., cuando fue invadido de nuevo por Asiria y el resto de la población fue deportada. Desde entonces, la Tribu de Neftalí ha sido considerada como una de las Diez tribus perdidas de Israel.

## Origen

Mapa de las 12 tribus de Israel. Neftalí se encuentra en el norte.

Según la Torá, la tribu estaba formada por descendientes de Neftalí, un hijo de Jacob y Bilhah, de quien tomó su nombre. Sin embargo, Arthur Peake considera esto como una posdiccion, una metáfora epónima que proporciona una etiología de la conexión de la tribu con otras de la confederación israelita.

### Árbol genealógico
|         |         |         |         |         |         |  |  | Neftalí | Neftalí | Neftalí | Neftalí | Neftalí | Neftalí |  |  | Merimah | Merimah | Merimah | Merimah | Merimah | Merimah |  |  |         |         |         |         |         |         |
|         |         |         |         |         |         |  |  | Neftalí | Neftalí | Neftalí | Neftalí | Neftalí | Neftalí |  |  | Merimah | Merimah | Merimah | Merimah | Merimah | Merimah |  |  |         |         |         |         |         |         |
|         |         |         |         |         |         |  |  |         |         |         |         |         |         |  |  |         |         |         |         |         |         |  |  |         |         |         |         |         |         |
|         |         |         |         |         |         |  |  |         |         |         |         |         |         |  |  |         |         |         |         |         |         |  |  |         |         |         |         |         |         |
| Jahziel | Jahziel | Jahziel | Jahziel | Jahziel | Jahziel |  |  | Guni    | Guni    | Guni    | Guni    | Guni    | Guni    |  |  | Jezer   | Jezer   | Jezer   | Jezer   | Jezer   | Jezer   |  |  | Shillem | Shillem | Shillem | Shillem | Shillem | Shillem |

## Personaje
El Militarismo aparece en la historia de Neftalí. En el antiguo Canto de Débora, Neftalí es elogiado, junto con Zabulón, por arriesgar sus vidas en la lucha contra Sísara; en el relato en prosa del acontecimiento, que Arthur Peake considera una narración mucho más tardía basada en el poema, se añade que Barac, el líder de las fuerzas anti-Sisera, procede de la tribu de Neftalí. En la narrativa de Gedeón, Neftalí es una de las tribus que se unen en un ataque contra los invasores midianitas, aunque Arthur Peake considera que la narrativa de Gedeón está compuesta por al menos tres textos anteriores, el más antiguo de los cuales describe solo la venganza personal de Gedeón y 300 hombres de su propio clan, no una batalla en la que se le unen el resto de las tribus del norte. En la Bendición de Jacob, que los eruditos textuales datan del 700-600 a. C. -y, por tanto, es una posdicción-, Neftalí es comparado con una gama suelta y elogiado por pronunciar buenas palabras.
El territorio asignado a la tribu en Canaán estaba en el extremo norte, y limitaba al norte con el río Litani, al este con el río Jordán hasta 12 millas (19,3 km) al sur del mar de Galilea, al oeste con las tribus de Aser y Zabulón; y al sur con la tribu de Isacar. El símbolo de la tribu es una gacela, un animal muy rápido. Se considera tradicionalmente que la gente de Naftali es rápida (corredores rápidos).

## Destino

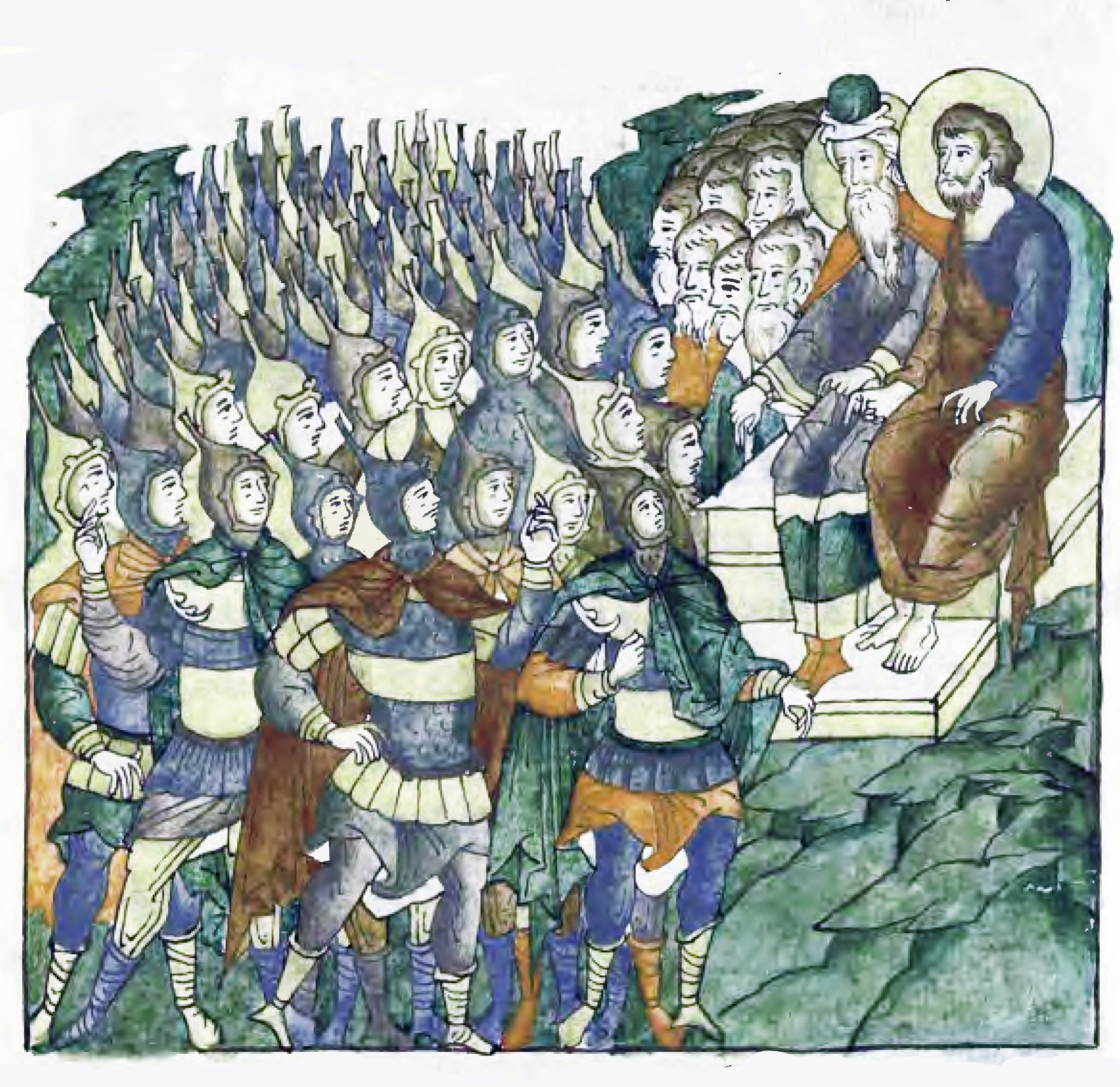
Moisés contando a los parientes de Neftalí

Como parte del Reino de Israel, durante una de las varias guerras entre Asa del reinos de Judá y Baasa de Israel, la tribu de Neftalí fue perseguida y desolada por Ben-Hadad I, el rey de Aram-Damasco, en nombre de Asa, el rey de Judá. De nuevo, en el reinado de Peka esta tribu fue una de las primeras en sentir la mano de hierro de Asiria y en sufrir la deportación de muchos cautivos.  En referencia a este incidente, el profeta Isaías anticipa que la misma región verá el amanecer de la liberación mesiánica. 
En el año 732 a. C. aproximadamente, el territorio de Neftalí fue conquistado por el Imperio neoasirio y el rey Tiglatpileser III deportó a toda la población. El exilio llevó a que se perdiera la historia posterior de las Diez tribus perdidas. 
Una de las famosas batallas de la guerra de los macabeos se libró cerca de Cedes de Neftalí alrededor del año 150 a. C. 150, cuando Jonatán derrotó a Demetrio, rey de Siria; Josefo, «Ant.» xiii. 5, § 6).

## Descendientes
A partir del siglo XIX, los estudios bíblicos han puesto en duda en gran medida la historicidad de las Doce Tribus, incluidas las tribus perdidas.  Sin embargo, todavía ha habido reclamaciones y especulaciones sobre la ascendencia de estas tribus. Los descendientes especulativos de Neftalí incluyen:
- Judíos etíopes, también conocidos como Beta Israel, afirman descender de la Tribu de Dan, cuyos miembros emigraron hacia el sur junto con miembros de las tribus de Gad, Aser, y Neftalí, al Reino de Kush, ahora Etiopía y Sudán,[27] durante la destrucción del Primer Templo.

- Los judíos de las montañas del Cáucaso.
- Los judíos de Bujará de Asia Central.[28]
- «Nordisk Israel» identifica la tribu de Neftalí con Noruega. [29]
- Isleños del Pacífico (Samoanos, Hawaianos, Tonganos, Fiyianos, etc.).[30]